# Transit (deutsche Band)
Transit ist eine deutsche Band, die vor allem liedhaften Rock spielt.

## Geschichte
Transit wurde Ende 1973 von Egon Linde (Gesang, Gitarre) und Siegfried Scholz (Keyboard) initiiert. 1974 war die Gründungsbesetzung mit Linde, Scholz, Michael Behm (Schlagzeug), Peter Schewe (Bass) und dem Saxophonisten Sdravko Kunev komplett. Während Linde und Scholz bis heute bei der Band sind, kam es auf den anderen Positionen zu zahlreichen Umbesetzungen. Als Schlagzeuger spielten nach Behm Winfried Reichelt, Detlef Herm, Lutz Krüger, Tom Müller und Hans-Jürgen Beier bei Transit, als Bassisten Frank Görke, Ulrich Schauf, Henry Roeder, Manfred Hecht, Jörg Dobersch und Peter Kipp, und als Saxophonist Frank Schönfeld.
Mit ihren zahlreichen Balladen erinnerte die Musik von Transit stark an die damaligen Songs von Udo Lindenberg, zumal der Gesangsstil Lindes dem Stil Lindenbergs sehr ähnelte. Im Gegensatz zu diesem stammt Linde jedoch von der Küste – der mecklenburgischen Ostseeküste – so dass Bezüge in den Liedtexten zum Leben an der Küste naheliegender als bei Lindenberg waren. Mecklenburg und die Ostseeküste waren häufig Themen der Lieder von Transit (etwa bei Ich fahr an die Küste, ein Hit von 1975, Zelten von 1976, Sturmflut von 1979, Die Insel von 1980 und Winter an der See von 1984).
Eine weitere Besonderheit der Gruppe war ein ausgesprochenes Interesse an geschichtlichen und sagenhaften Inhalten, das in Titeln wie Bernsteinhexe, Hildebrandslied (beide 1980), Jona (1981) und Ritter Kahlbutz (1982) zum Ausdruck kommt, und schließlich in der 45-minütigen Rocksuite Klaus Störtebeker von 1982 gipfelte. Der Dramatiker Peter Hacks steuerte hierzu einige Liedtexte bei.

### Egon Linde als DDR-Gegenstück zu Udo Lindenberg
DDR-weit bekannt wurden Transit vor allem wegen der Stimme des Leadsängers Linde, die deutlich an Udo Lindenberg erinnerte – die erste, äußerst erfolgreiche Produktion der Gruppe Ich fahr an die Küste wies nicht von ungefähr musikalische und textliche Parallelen zu dem Lindenberg-Titel Hoch im Norden von dessen zweiter LP Daumen im Wind auf. Folgerichtig wurden im Zuge des kurzzeitigen kulturpolitischen Tauwetters Mitte der 1970er Jahre (Weltfestspiele 1973) die Kulturverantwortlichen der DDR auf die Gruppe aufmerksam, bot sich doch hier eine Möglichkeit, den Wunsch der rockbegeisterten Jugendlichen nach Künstlern aus dem Westen auf eine einheimische Band zu lenken. Der Band konnte das nur recht sein, und so finden sich in der Folgezeit in ihrem Repertoire auch immer wieder Songs in typisch Lindenbergscher Stilistik wie Der Junge sitzt am Ufer (1977) und Ein Mädchen wie du (1982).

### Auftrittsboykotte und vorläufiges Ende
Nachdem Udo Lindenberg 1983 sein Lied Sonderzug nach Pankow veröffentlicht hatte und damit bei der DDR-Kulturbürokratie vorerst in Ungnade gefallen war, wurden seine Epigonen nicht mehr gefördert. Auf großen Veranstaltungen durften Transit nicht mehr spielen, bereits geplante Konzerte wurden von den Veranstaltern abgesagt und die Veröffentlichung der bereits produzierten Rocksuite Klaus Störtebeker gestoppt. Bis 1989 gaben Linde und Scholz noch als Duo Konzerte in Clubs. Dann beendeten die beiden Musiker mangels Erfolg vorerst ihre Karriere.
Egon Linde begann in seinem Studio Theater- und Ballettmusiken zu komponieren: für das Volkstheater Rostock Kleine Meerjungfrau und für das Theater in Cottbus Mein Kampf. Ein Kinderballett für das Brandenburger Theater in Brandenburg an der Havel folgte. Mit der Wende ging der Verdienst gegen Null. 1993 gründete Linde eine Firma, die Aluminium-Glas-Konstruktionen vertrieb. Die meiste Zeit war Linde allerdings beruflich als Skipper auf der eigenen Yacht unterwegs.
Ein kleines Label veröffentlichte 1997 die 1982 beim Rundfunk der DDR produzierte Störtebeker-Suite, bei BMG erschien 1998 eine Best-Of-Kompilation, und schließlich wurde 2004 die CD Winter an der See veröffentlicht.

### Comeback
Anfang des Jahres 2009 fand sich Transit auf Initiative von Lutz Krüger wieder zusammen. Am 12. Juni 2009 stand die Band erstmals wieder gemeinsam auf der Bühne. Seit Juli 2011 war E-Bassist Jörg Dobersch Mitglied von Transit, später abgelöst durch Peter Kipp. Am 6. Februar 2022 starb Gründungsmitglied und Sänger Egon Linde.

## Diskographie

### LPs
- Die Bernsteinhexe (1982)
- Klaus Störtebeker – Eine Rock-Suite in neun Teilen: Transit mit ihrem Opus Magnum von 1981 (2024)

### CDs
- Rocksuite – Klaus Störtebeker (1997)
- Ich fahr an die Küste – Die Hits (1998)
- Winter an der See (2004)
- Das Beste (2006)
- Über’s Meer (2010)
- Durchs Leben (2012)
- Der Weg (2016)
- Wellen der Sehnsucht (2017), Egon Linde/Ralf Hander
- Gezeiten des Lebens (2018), Egon Linde / Ralf Hander